# Poienile Izei
Poienile Izei é uma comuna romena localizada no distrito de Maramureș, na região histórica da Transilvânia. A comuna possui uma área de 16.45 km² e sua população era de 1001 habitantes segundo o censo de 2007.